# Abbaye Saint-Pierre de Bèze
Pour les articles homonymes, voir Abbaye Saint-Pierre.
L'abbaye Saint-Pierre et Saint-Paul de Bèze a été fondée en 630 sur le territoire qui deviendra la commune de Bèze, à quelque 30 km au nord-est de Dijon dans l'actuelle Côte-d'Or. Elle suivit d'abord pendant 200 ans la règle de saint Colomban, puis en 826, la règle de saint Benoît. Ce qui subsiste de cette ancienne abbaye bénédictine est un patrimoine classé monument historique inscrit en 2010. Elle était jusqu'en 1731 rattachée au Diocèse de Langres, puis à partir de cette date, à celui de Dijon. L'abbaye est la propriété privée de Mme Aleth Brasart. Elle est ouverte au public à l'occasion des Journées du Patrimoine.

## Historique
Au VIIIe siècle, le site se nomme alors « Fons Besue » (« fontaine de Bèze » en latin). Source de la Bèze, qui n'est en fait qu'une résurgence et qui devait faire l'objet d'un culte païen

### La fondation de l'abbaye

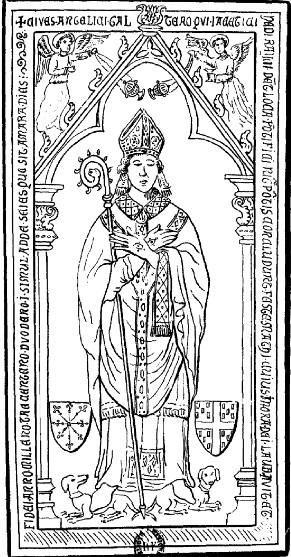
Tombeau de Gautier de Ray, évêque de Négrepont, enterré dans le chœur de l'église (1313).

C'est pour expier un crime, que le duc Amalgaire, décida de donner les terres reçues pour prix de sa forfaiture, à une communauté religieuse afin d'y fonder un monastère. C'est à son fils Waldalène, religieux de l'abbaye de Luxeuil qu'il confia l'établissement, qu'il dota généreusement.
La Chronique de Bèze (premier tiers du XIIe siècle) raconte les débuts de l'abbaye sur un site qui n'était alors pas occupé par l'homme : Arnanger, le duc d'Atuyer donna à son fils Gandelin l'ordre d'y fonder un monastère. La Chronique raconte :

« il trouva un lieu entre Saône et Tille, où jaillissait une rivière importante appelée Bèze, aux eaux très limpides, potables et riches en toutes sortes de poissons. Cette rivière n'était pas comme les autres qui le long de leur cours augmentent en recevant des ruisseaux ; dès sa source, elle est une grande rivière. On y trouve toutes sortes d'herbes qui peuvent servir d'aliments en cas de disette… La terre est assez bonne et porte des fruits abondants pour peu qu'on la cultive. Les prés sont assez gras ; on y peut élever des troupeaux. Des forêts entourent ce lieu ; elles suffisent pour fournir le bois de construction et tout ce qui est nécessaire à l'homme. »

Toutefois, le récit de la fondation de l'abbaye par le duc Amalgaire est à prendre avec précaution. En effet, l'auteur de la chronique a probablement embelli l'histoire de la création du monastère afin de la rendre plus prestigieuse.
La quiétude des lieux ne tarda pas à être troublée par les deux guerres civiles entre seigneurs francs locaux en 660, puis avec les Austrasiens de Dagobert II en 676, en lutte contre Thierry III. Malgré toutes les destructions qu'elle subira au cours des siècles, elle se relèvera de ses cendres par sept fois.

### VIIIesiècle
L'abbaye est détruite par les Sarrasins en 731. Le roi Pépin le Bref, donne plusieurs biens en Bourgogne, à son demi-frère : Remi de Rouen qui reçoit l'usufruit des importantes propriétés de l'évêché de Langres, qui était vacant, dont en particulier celui de l'abbaye Saint-Pierre de Bèze. Rémi, âgé de 18 ans, dispose de ces revenus pour mener une vie de scandales et débauches, ce qui provoque l'opposition des moines de Bèze et le départ de la plupart pour l'abbaye de Luxeuil. En 752, Rémi donne les bénéfices de cette abbaye à sa maîtresse, Angla, femme mariée, qui partageait sa vie déréglée. Cela se termine par la repentance des deux dépravés qui, après une dizaine d'années de vie de débauche, veulent se racheter par des vies plus conformes aux exigences de la religion.

### IXeetXesiècles
Sous l'épiscopat d'Albéric (ou Aubry), évêque de Langres (vers 820-836), l'abbaye est réformée à la demande du prélat, également missus de l'empereur Louis le Pieux depuis 825. En cette qualité, Albéric est en charge de l'application de la réforme monastique d'Aix (816-817), qui prévoit notamment l'application de la règle de Saint-Benoit dans les établissements réguliers, et la séparation de leurs revenus en deux menses. Cette réforme est racontée par la chronique de l'abbaye, rédigée vers 1120. Le texte, très postérieur, rapporte toutefois deux documents attestant de cette refondation : le premier est une charte de l'évêque Albéric confirmant la réformation et donnant des villae à l'abbaye ; le deuxième est un diplôme de Louis le Pieux par lequel on sait que des moines d'autres monastères sont venus à Saint-Pierre de Bèze, et qu'Albéric a fait rénover les bâtiments de l'abbaye.
En 883, Gilon de Tournus, évêque de Langres, donne à l'abbaye les reliques du martyr saint Prudent, qu'il a rapporté de son pèlerinage à Saint-Jacques de Compostelle. Saint dont le culte sera important à Bèze aux Xe, XIe et XIIe siècles. Selon Solange de Montenay, en 888, la grotte a servi d'abris aux habitants de Bèze ainsi qu'aux moines de l'abbaye menacés par les Normands. Les moines ne reviennent qu'en 921.
Les Hongrois, envahissent les lieux en 936, puis en 937, et l'abbaye va rester déserte pendant un demi-siècle. À la fin du Xe siècle Brunon de Roucy, demanda à l'abbé Mayeul de lui envoyer des moines pour refonder son abbaye. C'est ainsi que Guillaume de Volpiano vient à Bèze, dont il devient abbé en 990 et Raoul le Blanc devenu moine, qui consacrera sa fortune à relever l'abbaye. Parmi les moines présents en 1025 à l'abbaye se trouve un scribe du nom de Raoul Glaber. C'est sous l'abbatiat d'Étienne de Joinville que l'abbaye deviendra prospère. On y compte 50 moines et une centaine en tout desservant les différents prieurés et granges.

### XIIe–XIIIesiècles
Elle a accueilli le pape Pascal II du 17 au 19 février 1107 qui consacra le lendemain de son arrivée le grand-autel papal de l'abbaye. Le bourg de Bèze appartient alors à la province de Champagne.
Le 1er juin 1119, c'est l'évêque de Langres Joceran de Brancion, qui consacre l'église abbatiale. Un incendie accidentel se déclare en 1198.
Des fortifications sont attestées autour de l'abbaye au début du XIIIe siècle. Entre 1209 et 1213 est construite une nouvelle muraille pour le bourg de Bèze à la demande des habitants, occasionnant un conflit avec les moines. Ces derniers obtiennent une nouvelle fortification en 1290.
L'abbé prend le titre de baron de Bèze en 1253. La préoccupation majeure devient la gestion des biens et l'observance de la règle n'est plus guère appliquée. C'est l'époque d'une série de procès entre les habitants et l'abbé, ainsi qu'avec les seigneurs des environs. C'est de la fin du XIIIe siècle, en 1280 que date l'école monastique encore visible de nos jours à l'extérieur du monastère.

#### La rédaction de la chronique par Jean
De 1120 à 1130 environ, Jean, un moine de l'abbaye, entreprend la rédaction de la chronique de l'abbaye. Le manuscrit est aujourd'hui conservé à la Bibliothèque nationale de France (il s'agit du ms. lat. 4997). Tout en y rédigeant l'histoire de l'abbaye, Jean intègre à la chronique les documents relatifs à la vie de Saint-Pierre-de-Bèze entre le VIIe et la première moitié du XIIe siècle. Pour la grande majorité de ces documents, les originaux ont été perdus, leur contenu n'ayant survécu que par la copie dans le récit de Jean. Cet effort de rédaction est probablement à mettre en lien avec l'influence de l'abbé Etienne, abbé de Bèze entre 1088 et 1120, qui participa au rétablissement de règles monastiques strictes au monastère.

### XIVeetXVesiècles
En 1350 se déclare l'épidémie de Peste noire.
En 1379, il ne reste que 12 moines à l'abbaye. En 1423, en pleine guerre de Cent Ans, Simon de Torcenay nouvel abbé, entreprend de faire fortifier l'abbaye en la ceignant d'une muraille, avec douves et pont-levis, et une double enceinte pour protéger la ville avec la Tour d'Oysel et la Tour de Chaux. C'est également lui qui fait construire les premières forges en 1425.

### XVIesiècleet la Réforme duXVIIesiècle
La commende finira par ruiner l'abbaye, ainsi que les guerres. Les Suisses envahissent la Bourgogne en 1513. Puis les Ligueurs occuperont Bèze. Il ne reste plus que 6 moines en 1592. Gallas et ses troupes descendent la vallée de la Vingeanne, ravageant tout sur leur passage, en novembre 1636. Puis les mercenaires allemands, théoriquement nos alliés se paieront sur l'habitant. L'abbaye est en ruines. Les Mauristes prirent possession des lieux en 1662, l'église est refaite par Étienne.

C'est en 1662 que 12 religieux de Saint-Maur viennent relever l'abbaye. En 1690 un plan de l'abbaye est dressé dans le "Monasticon Gallicanum"

### XVIIIesiècle, La Révolution
Les travaux des vannages effectués sur la rivière relèvent le sol de près de deux mètres.<bt />
Puis en 1731, l'évêché de Dijon reçoit la mense abbatiale et en 1738 a lieu la dernière reconstruction de l'abbaye, l'abbaye est devenue un couvent ne comprenant plus que 8 religieux en 1768.

Puis arrive la Révolution, en mai 1790 a lieu l'inventaire des biens de l'abbaye par la Municipalité avec à sa tête le curé Guelaud qui sera maire, et la vente comme Bien national, de toutes ses possessions et les trois derniers moines quitteront l'abbaye en janvier 1791.

En août 1791, l'abbaye est adjugée à un certain Faitout, papetier de Langres qui n'ayant pas réussi son projet de filature, vend les pierres des constructions de l'abbaye en 1796. La partie centrale fut détruite en 1805. La propriété est aujourd'hui dans les mains des descendants de Philippe Breuil qui en avait fait l'acquisition en 1872.

## Patrimoine inscrit

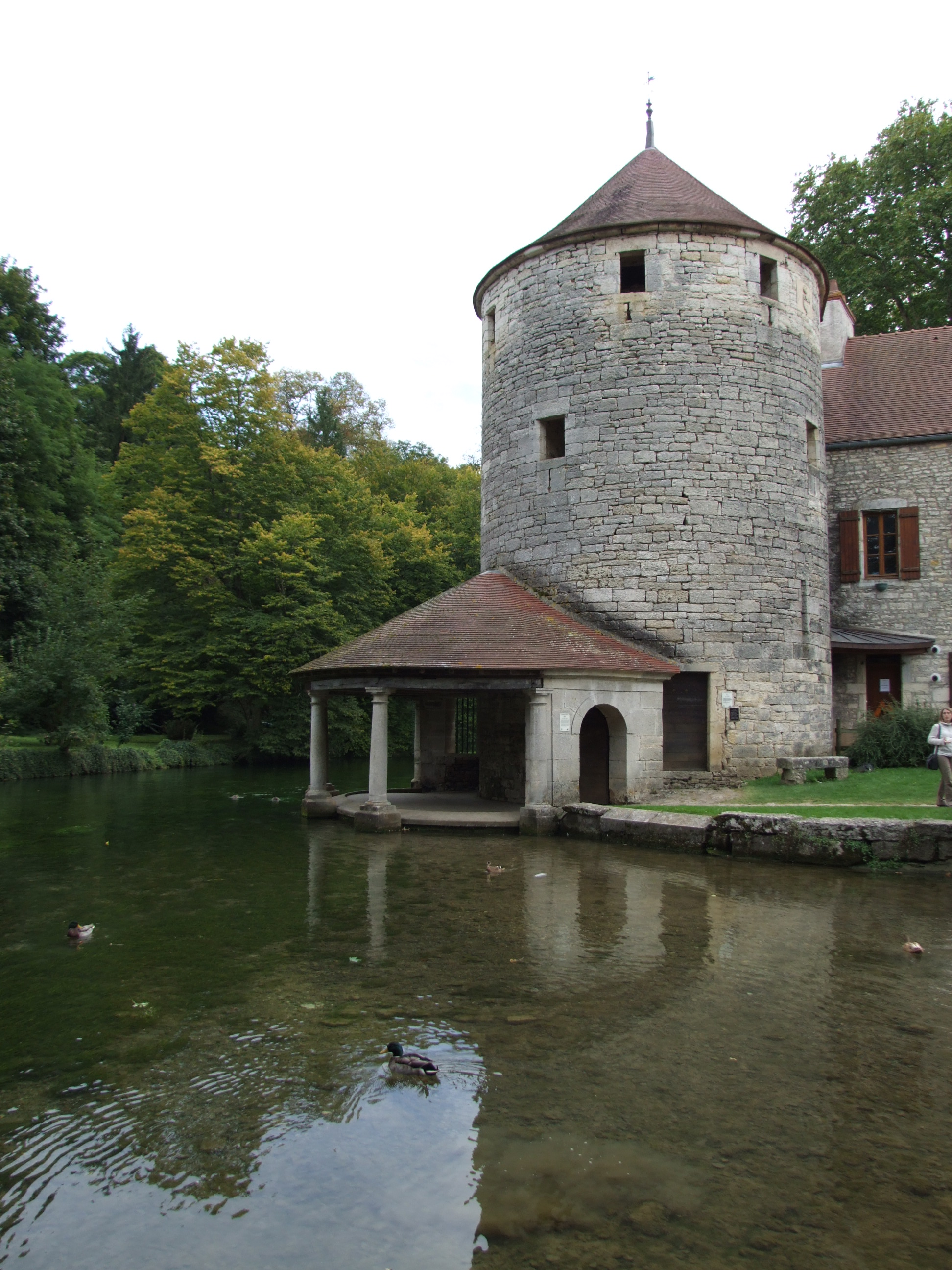
La tour d'Oysel à Bèze, l'un des vestiges de l'ancienne abbaye, domine la rivière la Bèze.

Le patrimoine inscrit par arrêté du 15 septembre 2010 à l'inventaire des monuments historiques se compose de quelques vestiges de l'ancienne abbaye : de l'église (datant du début du XIIe siècle), de la chapelle axiale (avec deux pilastres et leurs chapiteaux), du bâtiment conventuel, du réfectoire, du dortoir, d'un lavoir et d'un cellier. Deux tours sont également préservées, marquées aux armes de l'abbé Simon de Torcenay : la tour de Chaux au sud et la tour d'Oysel au nord.

## Architecture
Le premier monastère fut bâti en dur sur un plan rectangulaire, l'église orientée était au nord de ce plan, avec à l'est, communiquant avec l'église le bâtiment recevant à l'étage les dortoirs, et au-dessous la salle du chapitre. Au sud le bâtiment avec le réfectoire, au centre de ce dispositif le cloître.

### Église abbatiale
C'est Raoul le Blanc qui fit reconstruire l'église, après sa nomination en 990 et on pouvait encore la voir intacte au XIe siècle, et Étienne de Joinville la fit agrandir jusqu'à la rivière vers 1110. À la suite des travaux de 1675, l'eau envahit l'église qu'il faudra surélever.
On y accédait par une grande place encadrée par l'aile Ouest et le Cellier des Moines. L'entrée monumentale ne fut pas réalisée faute de moyens.

#### Chœur
Disposé  à la romaine, selon le goût des Mauristes, avec les stalles dans l'abside, l'autel sous la tour de clocher, les autels latéraux dans les ailes du transept.

#### Chevet
Le premier chevet date de Raoul le Blanc, le deuxième de style roman du début du XIIe siècle et le troisième fut l'œuvre des religieux de la Congrégation de Saint-Maur vers 1662
Il est possible qu'il fut en abside centrale semi-circulaire et flanquée de deux absidioles accolées directement au transept, ou bien trois absides de même plan.
Il est possible que le cours de la rivière fut détourné. Les vestiges du chevet actuel sont au bord de la Bèze.

#### Transept
Le transept exista depuis sa construction jusqu'à la démolition de l'église à la fin du XVIIIe siècle dans l'état ou l'avait fait construire Raoul le Blanc. Il est en trois parties : la partie centrale supportait la tour qui fut modifiée au cours du temps. Cette partie se continuait de chaque côté par deux ailes, prolongeant les bas-côtés de la nef. Les Mauristes après les travaux de 1675, construisirent contre une abside de plan carré, à peu près à l'emplacement de l'abside primitive, et l'étayèrent aux angles extérieurs par deux arcs-boutants

#### Chapelles
Autour du sanctuaire de deux travées, comportant l'autel papal, un déambulatoire sur plan carré, voûté d'arêtes, sur lequel s'ouvraient trois chapelles d'abside contiguës, sur plan carré, voûtées en berceau semi-cylindrique dont le mur de pignon longeait la rivière. Par suite des inondations de 1675 seule restera la chapelle de La Vierge au centre avec à gauche un chapiteau de l'Annonciation dont l'ange à malheureusement disparu en 1940. À droite un autre chapiteau représentant La Visitation. Les deux autres chapelles étaient respectivement consacrées à saint Étienne et la troisième à saint Yves

#### Cloître
Il n'était pas achevé en 1774

#### Fouilles
Les fouilles de 1970, permirent de mettre au jour à quelques mètres du mur sud de la chapelle à demi enterrée, un pilier cruciforme avec sur sa face interne quatre cannelures.

### Bâtiments conventuels
Le bâtiment principal réalisé par les Mauristes a une longueur de 113 mètres. Il ne reste aujourd'hui que les deux ailes qui étaient reliées par un bâtiment en avant-corps qui fut démoli et qui comportait les cellules des moines.

#### Sépultures
- Albéric, évêque de Langres
- Gautier de Ray, décédé le 21 septembre 1313
- Gilon de Tournus, évêque de Langres, ancien abbé de l'abbaye Saint-Philibert de Tournus

#### Jardins
En 1675 en raison des travaux réalisés sur la rivière pour l’établissement des forges, l'abbé est contraint de faire rehausser ses jardins de quatre mille chars de pierre, de terre, et de gazon.
Le parc possède un séquoia.

#### Infirmerie
Dans l'aile est.

#### Bibliothèque
Située au second étage de l'aile ouest. Elle y posséda jusqu'à 23 172 livres, il ne reste que 4 175 livres à l'inventaire de mai 1790. Au-dessus de la bibliothèque, avec des chambres réservées pour les étudiants venant consulter à la bibliothèque. Au rez-de-chaussée, le logement du cellerier et de son adjoint.

#### Dortoir
Le dortoir des moines, au premier étage du bâtiment disparu, qui reliait les deux ailes toujours existantes.

#### Orangerie
Bâtiment récent de 1910, et recouvert en tuile de Bourgogne

### La tour d’Oysel

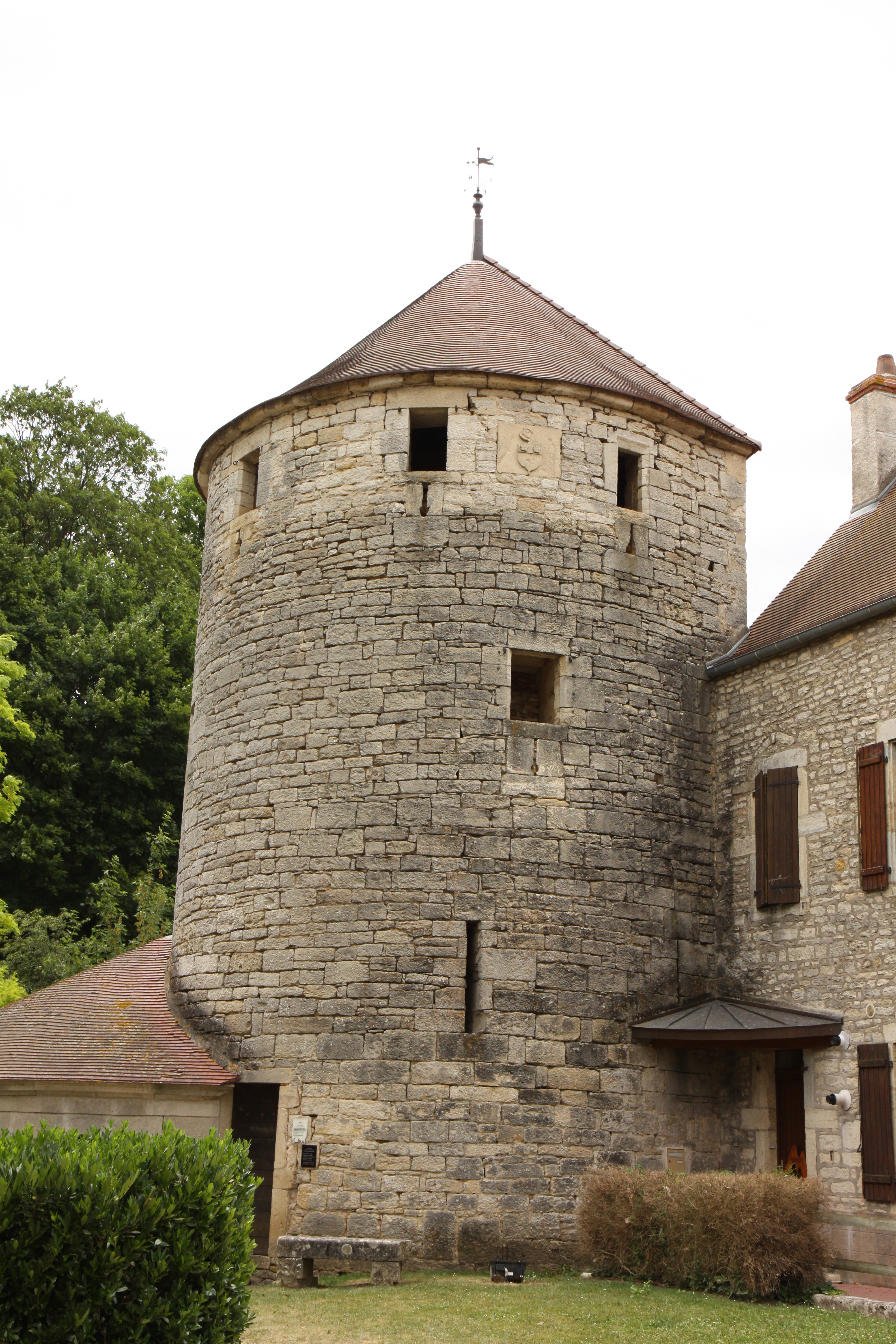
La tour d'Oysel.

C'était la cuverie. C’est la deuxième tour des fortifications de l’abbaye subsistante de l'enceinte fortifiée du XVe siècle. Elle se situait à la jonction de la rivière et des douves entourant l'abbaye et qui seront comblées au XVIIIe siècle. Dès lors, la tour est désignée comme "servant de colombier". Les murs ont 1,75 mètre d’épaisseur. Accolé à cette tour, il y a le « lavoir des sœurs ».
L’école primaire Claude Monet est installée dans le grand bâtiment qui part de cette tour. Cette partie était l’ancienne cuverie des moines.

### La tour de Chaux

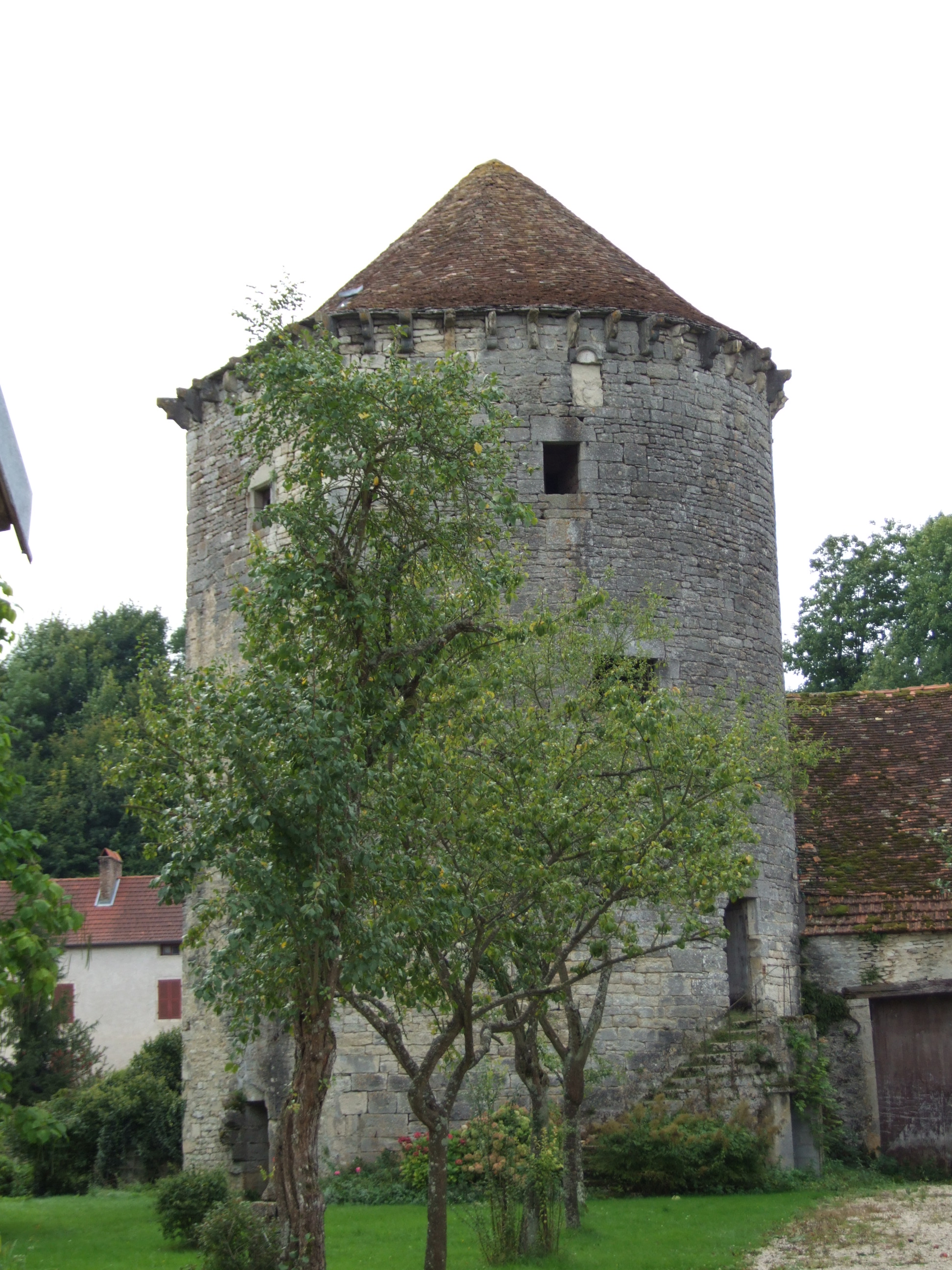
Tour des Chaux.

C’est vers l’an 900 que le monastère s’est entouré de fortifications. Cette tour en est l’un des vestiges et l'une des tours restantes de l'enceinte de l'abbaye. Elle est dite tantôt "Tour aux choues" (= aux chouettes), tantôt "Tour de Chaux", parce qu'au VIIIe siècle il y avait un trou à chaux près de sa base (Inventaire de 1790). Elle a trois étages et ses murs ont environ 2 mètres d’épaisseur.

## Forges
C'est Simon de Torcenay qui en 1425, fait installer les premières forges qui resteront en place jusqu'à la fin du XIXe siècle.
C'est vers 1675 que furent installées en aval de l'abbaye avec des vannes, pour améliorer la puissance des marteaux des forges, ce qui provoqua le rehaussement de la nappe phréatique.

## L'école monastique

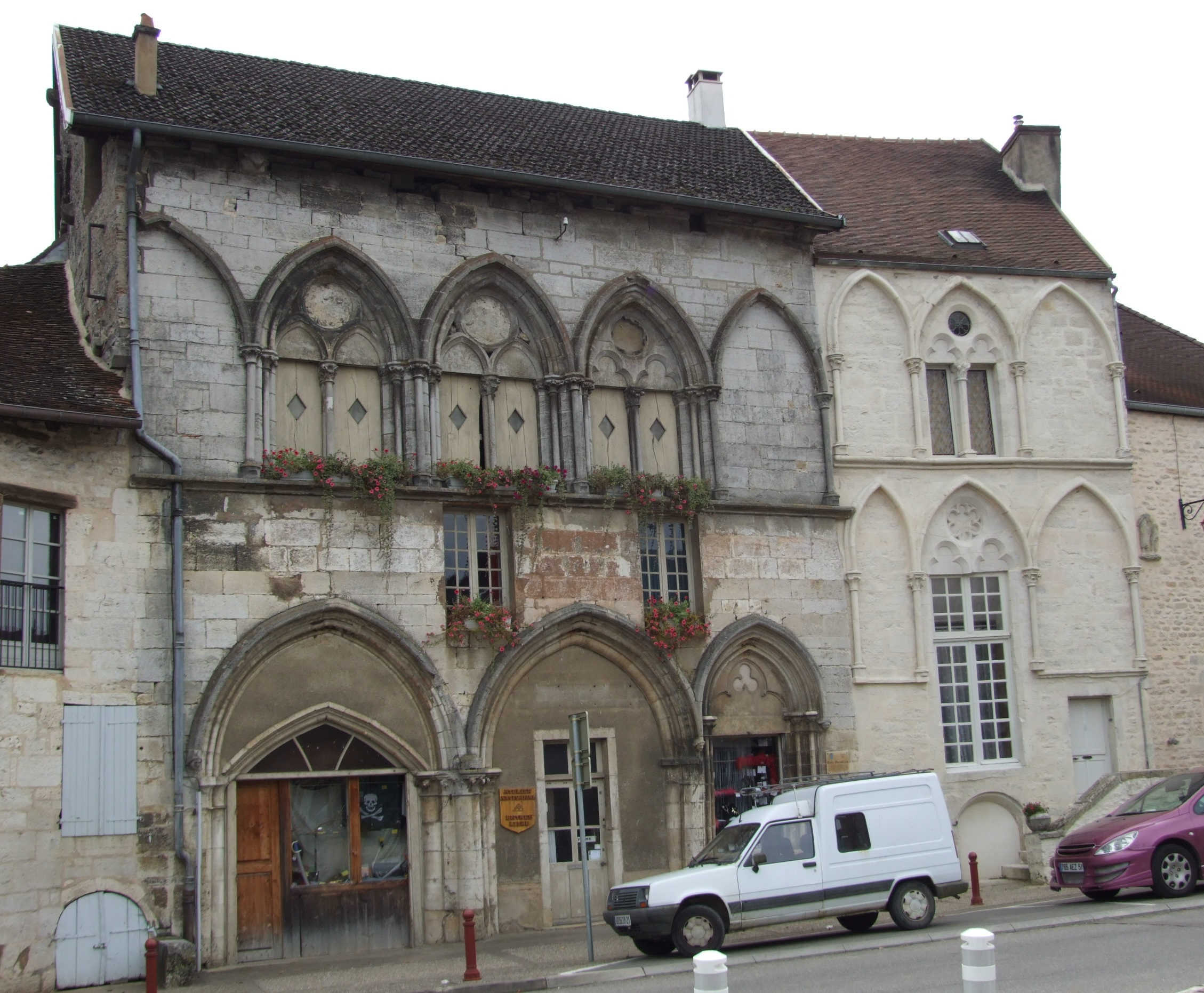
École monastique.

L’abbaye de Bèze fut une des premières à posséder une école monastique, dès 655. Celle-ci se trouvait dans l’enceinte de l’abbaye afin d’éduquer les jeunes moines. Plus tard, elle reçut des enfants des seigneurs et des nobles désirant s’instruire.
Pour faire face à son succès grandissant, une école extérieure fut fondée en 1280 par l'abbé Girard III. En 1380, elle accueillait 40 garçons et 20 filles. Sa façade a été plusieurs fois remaniée. On peut remarquer des tripodes (trèfles) au-dessus des fenêtres, des têtes sculptées et des arcades de style gothique.
En 1872 « l’hôtel du vieux monastère » s’y installa, puis une épicerie et la gare des autobus reliant Dijon à Gray.
La façade a failli partir pour les États-Unis en 1913. Ce bâtiment fut sauvé de la démolition et il obtint son classement par les Beaux-arts en 1914.

## Titres, propriétés, revenus

### Terres, bois
- Heuilley-sur-Saône (bois de Chy), donné en 1234, par l’évêque de Langres à Guillaume II de Champlitte-Pontailler, malgré l’opposition des moines de Bèze. Se considérant spoliée, l’abbaye recourut alors à l’arbitrage du pape Innocent IV… qui lui donna raison, par écrit, en 1245. Ce qui n’empêcha pas Guillaume II de garder ces terres, avec l’accord de l’évêque de Langres.
- Dijon, terres

### vignes
- Beaune, vignes
- Gevrey-Chambertin, Clos de Bèze (vendu aux Chanoines de Langres en 1219), grand vignoble avec serfs et serviteurs
- Marçannay-la-Côte, 12 pièces de vignes dès l'an 658[18].

### Villages
- Pontailler-sur-Saône où l’abbaye fait construire une chapelle au vocable de saint Hippolyte.
- Blagny, village
- Berechelpo, depuis la fondation. Lieu détruit et inconnu[19]
- Burbureninse: Bourberain, depuis la fondation
- Bustellense : Le Petit Buteau, lieu détruit sur le territoire de Spoy
- Bustence : Buteau, lieu détruit sur le territoire de Spoy aujourd'hui une forêt
- Perrigny-sur-l'Ognon
- Crimolois, village (l'an 630)
- Couchey, vignes
- Longvic, village
- Lucense : Luce, depuis la fondation
- Chenôve, village
- Prenois, village
- Daix, village
- Potense depuis 634 lieu inconnu
- Vendobrense,ou Villense, (Les Véronnes) depuis la fondation
- Vetus-Vendobrense : "Les Vieilles Véronnes"
- Vetus Viniense : Viévigne, village
- Vaurince, depuis la fondation. Lieu détruit inconnu
- Beire, village
- Treige, village
- Tillense "Til-Châtel"
- Spoy, village
- Chevigny, village
- Jancigny (reçue d'Amalgaire en 634)
- Talmay, (reçue d'Amalgaire en 634), jusqu’en 1234, date à laquelle elles seront données par l’évêque de Langres à Guillaume II de Champlitte-Pontailler,
- Heuilley-sur-Saône près du confluent de la Vingeanne et la Saône (reçue d'Amalgaire en 634).
- Deux fiefs proches de Champlitte, donnés par Dagobert en 634.
- Oisilly, restituée à l'abbaye en 1031 par le comte de Beaumont
- Villare: depuis la fondation. Lieu détruit et inconnu.

### Églises, prieurés, chapelles
- Prieuré du Saint-Sépulcre, fondé en 1019 par Gérard de Fouvent
- Chapelle du château de Fouvent, cédée par la veuve de Humbert de Fouvent vers 1085-1087.
- Chapelle Saint-Hippolyte de Pontailler-sur-Saône
- Église de Lavoncourt, cédée par la veuve de Humbert de Fouvent, vers 1085-1087[20]

## Redevances
- Rentes constituées dues à la Chartreuse Notre-Dame d'Apponay

## Armoiries
« Semé de fleurs de lys, clef de saint Pierre et glaive de saint Paul en sautoir »

## Moines et personnalités célèbres
- Raoul Glaber, moine dit l' écrivain de l'An Mil, présent à Bèze en 1025.
- Le pape Pascal II séjourne à l'abbaye du 17 au 19 février 1106
- Jean (moine) décédé en 1120, copiste et scribe de l'abbaye, auteur de la  Chronique de l'abbaye de Bèze (Chronicon Besuence) depuis sa fondation jusqu'au début du XIIe siècle
- Thibaud de Béze ( Teobaudus + 1130), auteur : Actes, Translation et Miracles de saint Prudent, martyr , Acta Santorum, éd. Paris, Octobre III, p. 352 (source: Geilon, évêque de Langres - Saint Jacques info)